# Hammerkanalbrücke

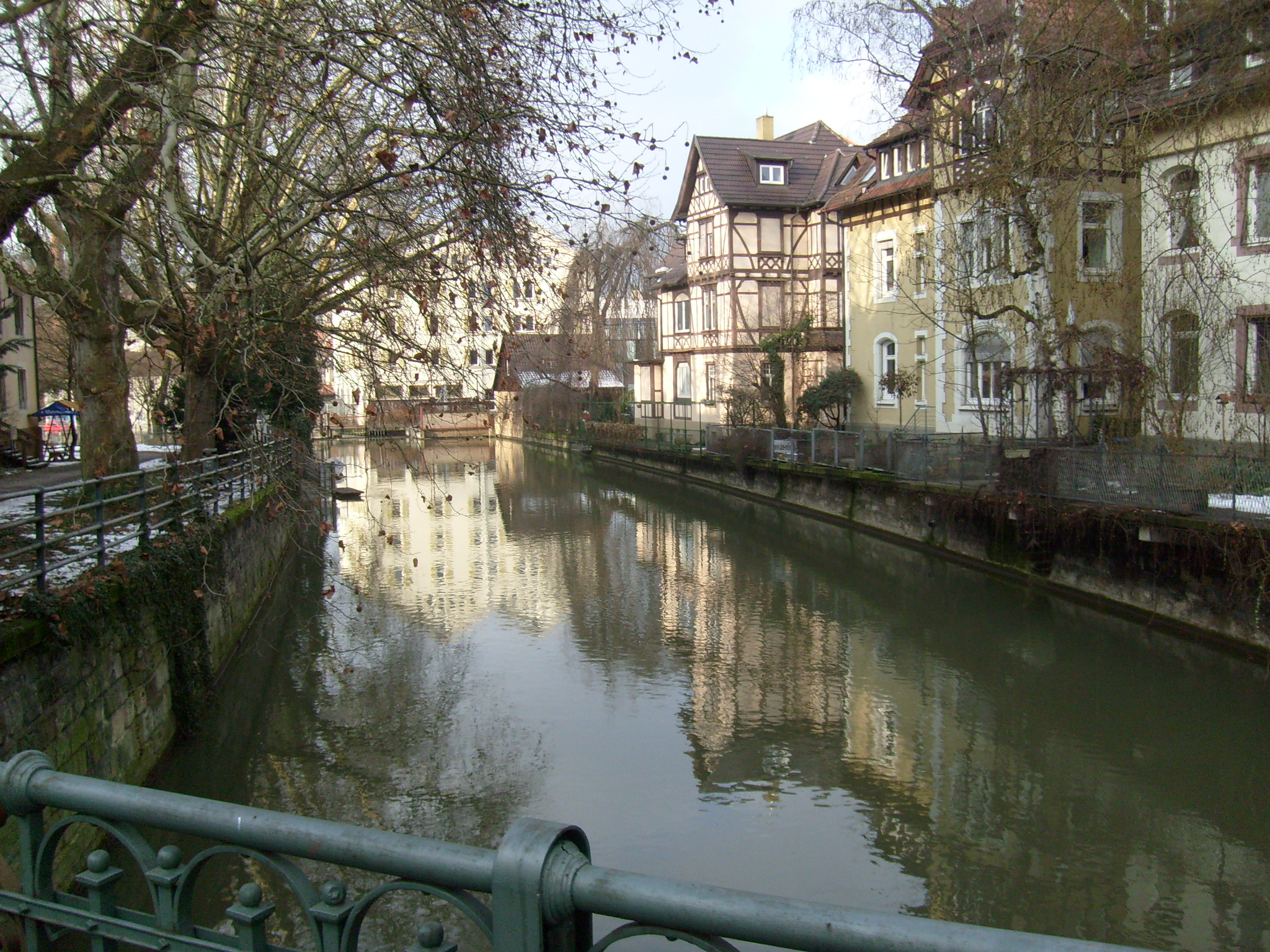
Blick von der Hammerkanalbrücke, im Vordergrund ist ein Teil des Geländers zu sehen.

Die Hammerkanalbrücke ist eine Straßenbrücke in Esslingen am Neckar. Sie führt die Neckarstraße über den Hammerkanal. Das 1896 errichtete Bauwerk hat den Status eines Technischen Denkmals.

## Geschichte und Beschreibung
In der Gründerzeit wurde die Stadt Esslingen in Richtung Osten erweitert; ab etwa 1890 war die Oststadt das wichtigste Neubaugebiet der Stadt. Da eine gute Anbindung an die Innenstadt und vor allem an den Bahnhof vonnöten war, musste der Hammerkanal überbrückt werden. Man entschied sich aus Kosten- und ästhetischen Gründen für eine massive Brücke aus Beton. 1896 wurde die Hammerkanalbrücke, die eine Spannweite von etwa 19 Metern und eine Breite von rund 14 Metern hat, errichtet. Die Pfeilhöhe beträgt 1,8 Meter, womit die Brücke sehr flach gespannt ist. Die Vorgabe für die Pfeilhöhe ergab sich aus den Erfordernissen der Floßfahrt einerseits und der Oberkante des Straßenbelages andererseits. Der Verlauf des Kanals und die geplante angrenzende Bebauung bzw. die Straßenführung machten es notwendig, die Brücke schief zu errichten. Sie verläuft in einem Winkel von 58,3° zur Kanalachse.

### Konstruktion

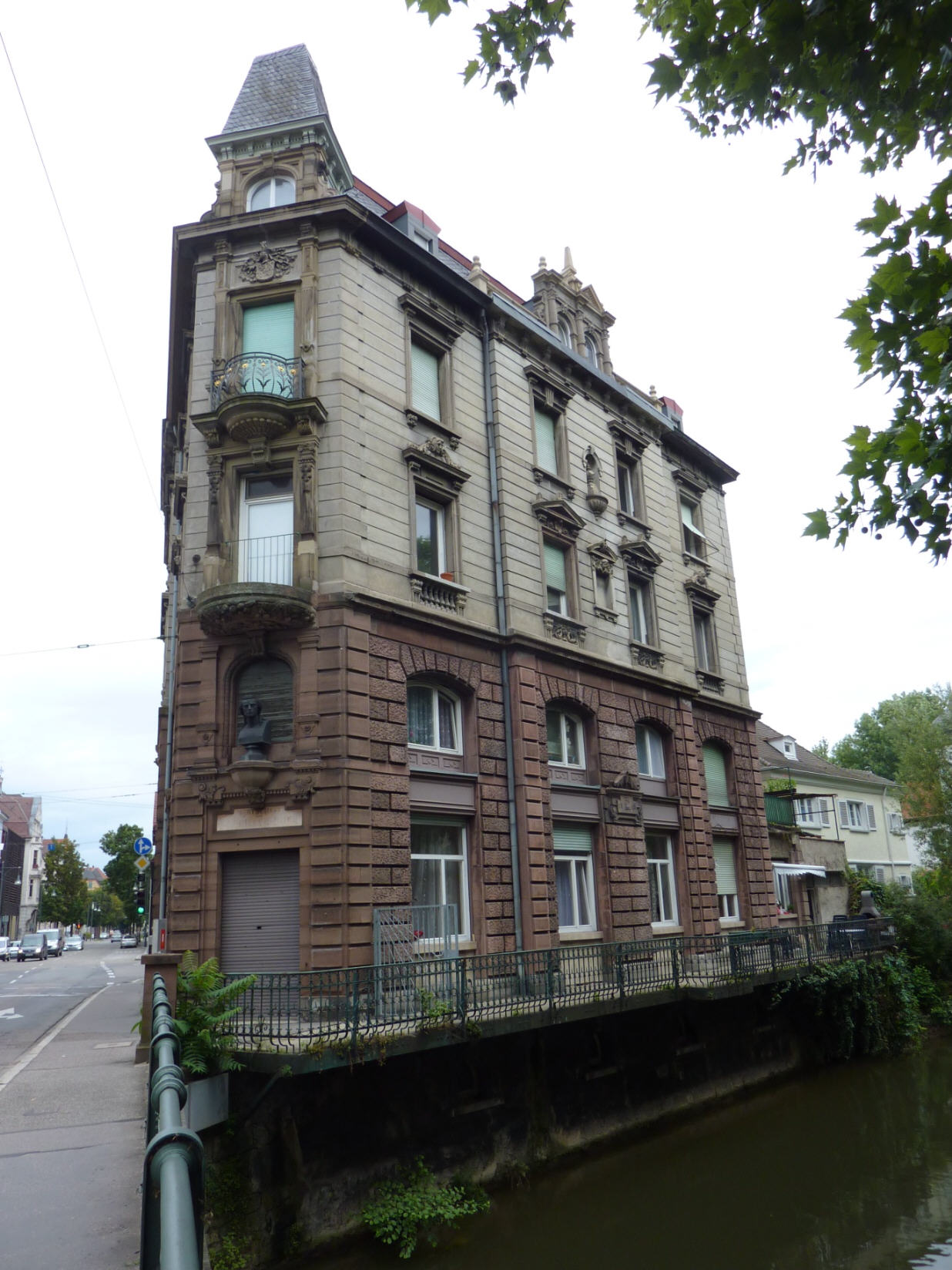
Blick von der Hammerkanalbrücke auf das Haus Neckarstraße 46. Deutlich erkennbar ist hier die schiefe Brückenführung.

In Deutschland war der Portlandzement um 1880 eingeführt worden. Die Hammerkanalbrücke stellte zu ihrer Zeit eine technische Neuheit dar. Betonbrücken werden mittlerweile in der Regel mit Stahleinlagen versehen. Die erste Generation der Betonbrücken, zu der auch die Hammerkanalbrücke gehört, wurden jedoch noch ohne eine solche Bewehrung gebaut und außerdem nicht aus Beton gegossen, sondern in Stampfbauweise errichtet. Das bedeutet, dass der Beton bei der Verarbeitung mit einem deutlich geringeren Wasseranteil versetzt war und ungefähr die Konsistenz von frisch ausgegrabener Erde hatte. Er wurde mit Stampfern so lange verdichtet, bis sämtliche Luftblasen entwichen waren und die Stampfer nahezu keine Abdrücke mehr im Baumaterial hinterließen. Es wurde in Schichten von 15 bis 25 Zentimetern Dicke gearbeitet. Um der Rissbildung vorzubeugen, die durch Bewegungen der Brücke gefördert werden konnte, wurden Betonbrücken auch schon vor der Zeit der Errichtung der Hammerkanalbrücke mit sogenannten Gelenken versehen, mit festgelegten Drehpunkten in drei Fugen des Bogens. Sie bestanden aus Stahleinbauteilen, Formsteinen oder in der Frühzeit hauptsächlich aus Bleiplatten. Claus Köpcke war der erste Baumeister, der 1880 derartige Gelenke konstruierte. Er ließ allerdings die Gelenke nach Fertigstellung seiner Brücken mit Mörtel ausgießen und damit fixieren, weil sie nur zum Ausgleich der Bewegungen der Brücken während des Baues gedacht waren. Permanente Gelenke wurden erstmals 1895, im Jahr vor dem Bau der Hammerkanalbrücke, verwendet, und zwar bei der Donaubrücke in Inzigkofen, die im Zweiten Weltkrieg zerstört wurde. Diese Brücke besaß eiserne Zapfengelenke als Rotationspunkte. Die Hammerkanalbrücke, ein sehr frühes Beispiel für die Verwendung permanenter Gelenke, ist hingegen mit Bleieinlagen im inneren Drittel der Fuge versehen. Stadtbaumeister Keppler, der für den Entwurf und den Bau der Brücke verantwortlich zeichnete, schrieb dazu: „Die Anordnung der Gelenke ermöglicht die grösste Materialersparniss, da hiebei die Gewölbe rein statisch bestimmt sind und deshalb in den kleinsten Abmessungen hergestellt werden können. Die gefährlichen Wirkungen der bei der Ausschalung eintretenden Senkungen und die Einflüsse der wechselnden Belastungen und Temperaturen werden gleichzeitig vermieden.“
Eine besondere Herausforderung beim Einsatz dieser ohnehin neuen Technik stellte die Schiefheit der Brücke dar. Keppler ließ die Gelenke staffelförmig dem Verlauf der Kämpferlinie folgen, was dazu führte, dass die Hammerkanalbrücke mehrere Drehachsen besaß, die Nebenspannungen im Brückengewölbe verursachten. Keppler hielt dieses Problem aber angesichts der geringen Abmessungen der Brücke und der Anpassungsfähigkeit der Bleiplatten für vernachlässigbar. Er teilte außerdem die Brücke in vier isolierte schmale Längsstreifen auf, um die Problematik zu minimieren.

### Optische Gestaltung
Keppler verzichtete darauf, das Baumaterial Beton zu kaschieren und Natursteine zu imitieren, wie es zu seiner Zeit noch gang und gäbe war. Auch ahmte er nicht die typische Bogenform einer gelenklosen Brücke nach, deren Dicke vom Scheitel hin zu den Kämpfern fortlaufend zunimmt, sondern zeigte die Bogenform des Dreigelenkbogens offen. Bei dieser Bauweise nimmt die Stärke des Bogens sowohl zum Scheitel als auch zu den Kämpfern hin ab, während die Schenkel eine deutliche Verdickung aufweisen – ein seinerzeit noch ungewohnter Anblick. Auch die Bleifugengelenke ließ er bewusst unverborgen. Die Stirnflächen der Brücke wurden mit einer 5 bis 10 Zentimeter dicken Schicht besonders feinen Betons verkleidet, der Bogen wurde wulstartig profiliert, die Brücke außerdem farblich gestaltet. Die Zwickel wurden mit bläulicher, die Wulste mit gelblicher Amphibolinfarbe gestrichen. Dazu kam rötlicher Buntsandstein der Gesimsplatten, Postamente etc. Die schmiedeeisernen Geländer waren dunkel und goldbronzefarben gestrichen. Diese Elemente der Gestaltung sind mittlerweile kaum mehr zu erkennen.
Karen Veihelmann, die 2015 eine Arbeit über die Brücke in Denkmalpflege in Baden-Württemberg veröffentlichte, erklärte Kepplers Hammerkanalbrücke für „geradezu revolutionär“ und stellte fest, dass die Brücke das älteste noch erhaltene Beispiel des beschriebenen Brückentyps ist und sich in weitgehend ursprünglichem Zustand befindet.